# Сингулярна функція
Сингуля́рна фу́нкція — це неперервна функція, похідна якої дорівнює нулю майже всюди.
Історично першим прикладом сингулярної функції є драбина Кантора.
Існують інші приклади сингулярних функцій. Наприклад, функція Салема і функція Мінковського, множина точок зростання яких заповнює повністю відрізок {\displaystyle [0;\,1]}.
Сингулярна функція зустрічається, наприклад, під час вивчення послідовності просторово модифікованих фаз або структур у твердих тілах і магнетиках, описуваних у моделі Френкеля — Конторової.